# 1063
Високе Середньовіччя  •  Золота доба ісламу  •  Реконкіста  •  Київська Русь

## Геополітична ситуація
Візантію очолює Костянтин X Дука. Малолітній Генріх IV є королем Німеччини, а малолітній Філіп I — королем Франції.
Апеннінський півострів розділений між численними державами: північ належить Священній Римській імперії, середню частину займає Папська область, південна частина півострова належить частково Візантії, а частково окупована норманами. Південь Піренейського півострова займають численні емірати, що утворилися після розпаду Кордовського халіфату. Північну частину півострова займають християнські Кастилія, Леон (Астурія, Галісія), Наварра, Арагон та Барселона. Едвард Сповідник править Англією, Гаральд III Суворий є королем Норвегії, а Свейн II Данський — Данії.
У Київській Русі триває княжіння Ізяслава Ярославича. У Польщі княжить Болеслав II Сміливий. У Хорватії править Петар Крешимир IV. На чолі королівства Угорщина став Шаламон I.
Аббасидський халіфат очолює аль-Каїм, в Єгипті владу утримують Фатіміди, у Магрибі почалося піднесення Альморавідів, у Середній Азії правлять Караханіди, Хорасан окупували сельджуки, а Газневіди втримують частину Індії. У Китаї продовжується правління династії Сун. Значними державами Індії є Пала, Чола. В Японії триває період Хей'ан.

## Події

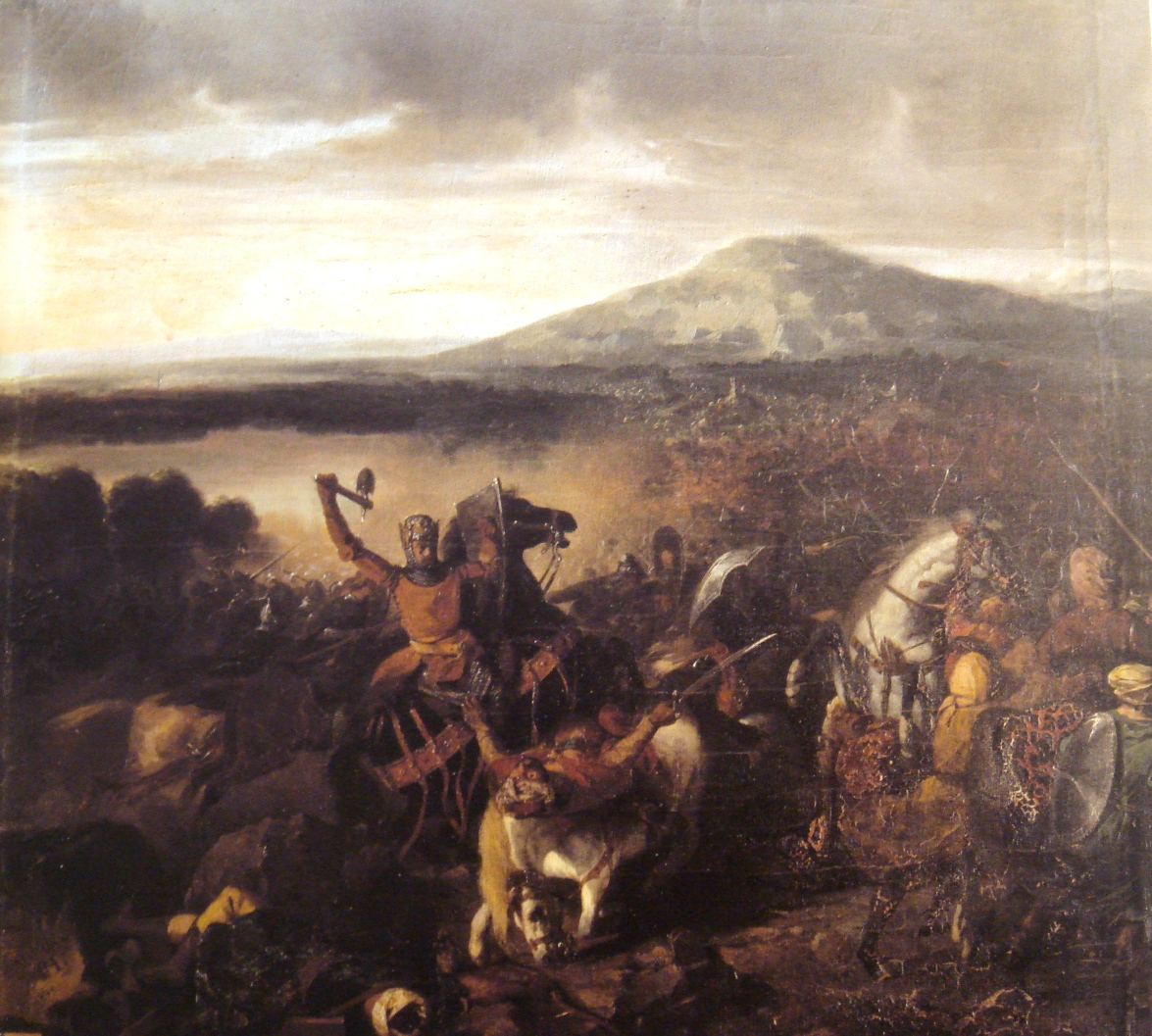
Рожер I громить сарацинів при Черамі

- Згідно з офіційною історіографією Феодосій Печерський був обраний та поставлений ігуменом у Києво-Печерському монастирі.
- Королем Угорщини став Шаламон I.
- Пізанський флот напав на Палермо з моря, допомагаючи Рожеру Отвілю, який потрапив у скрутне становище на Сицилії.
- Рожер Отвіль, попри кількісну перевагу супротивника, завдав поразки сарацинам у битві при Черамі.
- Об'єднані арабські та кастильські сили розбили війська Арагону при Граусі. Загинув король Арагону Раміро I.
- Після смерті батька королем Арагону став Санчо I.
- Папа римський Олександр II пообіцяв відпущення гріхів усім, хто бореться проти кривдників християн. Раміро I та Рожера Отвіля названо «вірними святого Петра».
- Після смерті Тогрул-бека сельджуків очолив Алп-Арслан. Візир Незам уль-Мульк керує господарськими справами на підвладних сельджукам землях.
- Почалося будівництво міського собору Санта-Марія Маджоре в Пізі, частиною якого є Пізанська вежа.
- Почалося спорудження сучасного собору святого Марка у Венеції.
- Засновано місто Берегове.

## Померли
- Бела I — угорський король з династії Арпадів.
- серпень — Константин III Ліхуд — Патріарх Константинопольський.